# Mały Albert
Douglas Merritte (Albert B., Mały Albert) (ur. 9 marca 1919) – chłopiec, który w wieku jedenastu miesięcy został poddany eksperymentom psychologicznym, przeprowadzonym przez prekursora behawioryzmu w psychologii – Johna Watsona i jego asystentkę Rosalie Rayner. Albert B. od urodzenia przebywał w szpitalu, gdyż był sierotą. 

## Przebieg eksperymentu
Eksperyment polegał na pokazaniu chłopcu białego szczura i jednoczesnym uderzeniu młotkiem w metalowy pręt długości ok. półtora metra w celu wywołania u niego warunkowej reakcji emocjonalnego strachu na widok zwierzęcia. Po około 7 powtórzeniach u Alberta B. wytworzyła się warunkowa reakcja emocjonalna na białego szczura.
Po pięciodniowej przerwie reakcja warunkowa na szczura (już bez uderzania w pręt) przetrwała. Badacze stwierdzili także występowanie transferu, czyli przeniesienia reakcji emocjonalnej na inne (zazwyczaj podobne) przedmioty. W tym celu pokazywali chłopcu kolejno królika, psa, selskinowe futro, watę, siwą głowę Watsona i maskę Świętego Mikołaja. Reakcja emocjonalna była podobna. Reakcja warunkowa i transfer przetrwały (mimo niewielkiego obniżenia siły reakcji) nawet po upływie miesiąca.
Eksperyment jest kontrowersyjny pod względem etycznym - pomimo wiedzy kiedy Albert B. wyjdzie ze szpitala, badacze nie przeprowadzili odwarunkowania reakcji emocjonalnej chłopca. W związku z tym sądzili, że reakcja warunkowa pozostanie u niego prawdopodobnie do końca życia.

## Wnioski
Eksperyment z Albertem B. miał wykazać, czy olbrzymia różnorodność reakcji emocjonalnych charakteryzująca człowieka może powstawać w procesie warunkowania emocjonalnego. Watson i Rayner uważali, że człowiek rodzi się pierwotnie tylko z trzema podstawowymi formami reagowania emocjonalnego: strachem, wściekłością i miłością. Wszystkie inne reakcje emocjonalne zostają nabyte w procesie interakcji z otoczeniem.

## Wątpliwości
Współcześnie eksperymentowi Watsona i Rayner zarzuca się dość istotne błędy metodologiczne. Jednocześnie przeprowadzenie podobnego eksperymentu byłoby obecnie niemożliwe ze względu na obowiązywanie ścisłych zasad etycznych w badaniach psychologicznych.
Hall P. Beck, Sharman Levinson, i Gary Irons opublikowali w 2009 roku dowody świadczące według nich o tym, że Albert B. naprawdę nazywał się Douglas Merritte. Zmarł w 1925, według danych z aktu zgonu, z powodu wodogłowia. W 2012 roku, po analizie dostępnych dowodów, okazało się, że była to dolegliwość wrodzona. Fakty te mają obalać twierdzenie, że w eksperymencie brało udział zdrowe dziecko.
Tożsamość określoną przez Becka i Ironsa podważyli psychologowie Russ Powell i Nancy Digdon, którzy zaproponowali alternatywną tożsamość Małego Alberta na podstawie dostępnych danych. William Barger urodził się w tym samym czasie co Douglas i był faktycznie nazywany przez rodzinę i przyjaciół "Albertem". Jego matka także pracowała w szpitalu, w którym eksperyment został przeprowadzony. Dodatkowo, jego rozmiar i stan dużo lepiej zgadzał się z dokumentacją eksperymentu. Barger zmarł w wieku 87 lat w 2007 roku. Jego siostrzenica zapamiętała jego lęk wobec psów, który był nawet w rodzinie obiektem żartów.